# Верхнеуральский район
Верхнеура́льский райо́н — административно-территориальная единица (район) и муниципальное образование (муниципальный район) в Челябинской области России.
Административный центр — город Верхнеуральск.

## География
Район богат полезными ископаемыми, особенно медными рудами.
Среди памятников природы широко известен Карагайский бор.

## История
Район образован 4 ноября 1926 года. Муниципальное образование наделено статусом муниципального района законом Челябинской области от 24 июня 2004 г. № 247-ЗО «О статусе и границах Верхнеуральского муниципального района, городских и сельских поселений в его составе».

## Население
| 2002    | 2005    | 2006    | 2007    | 2008    | 2009    | 2010    | 2011    |
| ------- | ------- | ------- | ------- | ------- | ------- | ------- | ------- |
| 42 121  | ↘40 232 | ↗42 300 | ↘38 125 | ↘37 647 | ↗42 102 | ↘36 198 | ↘36 190 |
| 2012    | 2013    | 2014    | 2015    | 2016    | 2017    | 2018    | 2019    |
| ↘35 848 | ↘35 526 | ↘35 176 | ↘34 901 | ↘34 650 | ↘34 533 | ↘34 304 | ↘33 992 |
| 2020    | 2021    | 2023    |         |         |         |         |         |
| ↘33 626 | ↘32 431 | ↘31 736 |         |         |         |         |         |

### Урбанизация
В городских условиях (город Верхнеуральск и рабочий посёлок Межозёрный) проживают 48,46 % населения района.

### Национальный состав
В районе проживают русские, башкиры, татары, казахи, мордва а также другие национальности.

## Территориальное устройство
Верхнеуральский район как административно-территориальная единица области делится на 8 сельсоветов, 1 город районного значения и 1 рабочий посёлок (посёлок городского типа) с подчинёнными им населёнными пунктами. Верхнеуральский муниципальный район, в рамках организации местного самоуправления, включает 10 муниципальных образований, в том числе соответственно 8 сельских поселений и 2 городских поселения:
| №  | Муниципальное образование           | Административный центр     | Количество населённых пунктов | Население (чел.) | Площадь (км²) |
| -- | ----------------------------------- | -------------------------- | ----------------------------- | ---------------- | ------------- |
| 1  | Верхнеуральское городское поселение | город Верхнеуральск        | 1                             | ↘8861            | 50,18         |
| 2  | Межозёрное городское поселение      | рабочий посёлок Межозёрный | 1                             | ↘6517            | 21,41         |
| 3  | Карагайское сельское поселение      | посёлок Карагайский        | 4                             | ↘2269            | 336,02        |
| 4  | Кирсинское сельское поселение       | село Кирса                 | 5                             | ↘2352            | 263,36        |
| 5  | Краснинское сельское поселение      | посёлок Краснинский        | 6                             | ↘1966            | 430,14        |
| 6  | Петропавловское сельское поселение  | посёлок Петропавловский    | 10                            | ↘3168            | 818,43        |
| 7  | Спасское сельское поселение         | посёлок Спасский           | 7                             | ↘1693            | 467,33        |
| 8  | Степное сельское поселение          | село Степное               | 7                             | ↗1739            | 308,20        |
| 9  | Сурменевское сельское поселение     | посёлок Сурменевский       | 3                             | ↘581             | 324,04        |
| 10 | Форштадтское сельское поселение     | село Форштадт              | 7                             | ↗2961            | 445,78        |

### Населённые пункты
В Верхнеуральском районе 51 населённый пункт.
| №  | Населённый пункт | Тип               | Население | Муниципальное образование           |
| -- | ---------------- | ----------------- | --------- | ----------------------------------- |
| 1  | Александровский  | посёлок           | ↘269      | Карагайское сельское поселение      |
| 2  | Бабарыкинский    | посёлок           | ↘453      | Спасское сельское поселение         |
| 3  | Большой Бугодак  | село              | ↘162      | Степное сельское поселение          |
| 4  | Верхнеуральск    | город             | ↘8861     | Верхнеуральское городское поселение |
| 5  | Волковский       | посёлок           | ↘302      | Степное сельское поселение          |
| 6  | Вятский          | посёлок           | ↘201      | Степное сельское поселение          |
| 7  | Горбуновский     | посёлок           | ↘272      | Краснинское сельское поселение      |
| 8  | Дзержинка        | посёлок           | ↘443      | Форштадтское сельское поселение     |
| 9  | Жуковский        | посёлок           | ↘26       | Степное сельское поселение          |
| 10 | Ивановский       | посёлок           | ↘205      | Спасское сельское поселение         |
| 11 | Казанцевский     | посёлок           | ↘190      | Кирсинское сельское поселение       |
| 12 | Карагайский      | посёлок           | ↘1605     | Карагайское сельское поселение      |
| 13 | Каширинский      | хутор             | ↗6        | Спасское сельское поселение         |
| 14 | Кидышевский      | посёлок           | ↘359      | Петропавловское сельское поселение  |
| 15 | Кирса            | село              | ↘937      | Кирсинское сельское поселение       |
| 16 | Кожанов          | посёлок           | ↘136      | Степное сельское поселение          |
| 17 | Комсомольское    | село              | ↘224      | Петропавловское сельское поселение  |
| 18 | Краснинский      | посёлок           | ↘1368     | Краснинское сельское поселение      |
| 19 | Крутой Лог       | посёлок           | ↘297      | Петропавловское сельское поселение  |
| 20 | Линевка          | посёлок           | ↘139      | Петропавловское сельское поселение  |
| 21 | Ложкина          | деревня           | ↘307      | Карагайское сельское поселение      |
| 22 | Малый Бугодак    | посёлок           | ↘152      | Степное сельское поселение          |
| 23 | Межозёрный       | рабочий посёлок   | ↘6517     | Межозёрное городское поселение      |
| 24 | Новоахуново      | село              | ↘357      | Форштадтское сельское поселение     |
| 25 | Нововоронинский  | посёлок           | ↘237      | Спасское сельское поселение         |
| 26 | Новокопаловский  | посёлок           | ↘133      | Петропавловское сельское поселение  |
| 27 | Новоозёрный      | посёлок           | ↘131      | Спасское сельское поселение         |
| 28 | Новотоминский    | посёлок           | ↘134      | Петропавловское сельское поселение  |
| 29 | Новоурлядинский  | посёлок           | ↘79       | Сурменевское сельское поселение     |
| 30 | Петропавловский  | посёлок           | ↘1553     | Петропавловское сельское поселение  |
| 31 | Подольский       | посёлок           | ↘274      | Краснинское сельское поселение      |
| 32 | Полосинский      | посёлок           | ↘173      | Форштадтское сельское поселение     |
| 33 | Сабановский      | посёлок           | ↘94       | Спасское сельское поселение         |
| 34 | Самарский        | посёлок           | ↘206      | Форштадтское сельское поселение     |
| 35 | Сафроновский     | посёлок           | ↘203      | Форштадтское сельское поселение     |
| 36 | Смеловская       | посёлок ж.-д. ст. | ↘108      | Кирсинское сельское поселение       |
| 37 | Смеловский       | посёлок           | ↗760      | Кирсинское сельское поселение       |
| 38 | Смирновский      | посёлок           | ↘98       | Краснинское сельское поселение      |
| 39 | Спасский         | посёлок           | ↘1472     | Спасское сельское поселение         |
| 40 | Степное          | село              | ↘988      | Степное сельское поселение          |
| 41 | Сурменевский     | посёлок           | ↘525      | Сурменевское сельское поселение     |
| 42 | Сухтелинский     | посёлок           | ↘539      | Петропавловское сельское поселение  |
| 43 | Тайсара          | посёлок           | ↘396      | Кирсинское сельское поселение       |
| 44 | Томинский        | посёлок           | ↘164      | Петропавловское сельское поселение  |
| 45 | Урлядинский      | посёлок           | ↘446      | Карагайское сельское поселение      |
| 46 | Уфимский         | посёлок           | ↘360      | Краснинское сельское поселение      |
| 47 | Форштадт         | село              | ↘1205     | Форштадтское сельское поселение     |
| 48 | Хлебинка         | хутор             | ↘19       | Краснинское сельское поселение      |
| 49 | Шеметовский      | посёлок           | ↘147      | Сурменевское сельское поселение     |
| 50 | Эстонский        | посёлок           | ↘313      | Форштадтское сельское поселение     |
| 51 | Этовна           | посёлок           | ↘217      | Петропавловское сельское поселение  |

По состоянию на 1966 год, в Верхнеуральском районе было 62 населённых пунктов. Часть из них была упразднена впоследствии, некоторые вошли в состав городов.

## Археология
Стоянка в пещере «Смеловская II» относится к самому началу позднего палеолита.

## Известные уроженцы и жители
В районе родились и жили восемь Героев Советского Союза:
1. Булаенко, Иван Савельевич (1912—2000) — советский офицер, в годы Великой Отечественной войны командир 11-го гвардейского Кишинёвского воздушно-десантного полка 5-й гвардейской воздушно-десантной дивизии, гвардии подполковник. Родился в селе Форштадт.
2. Гладков, Василий Дмитриевич (1907—1981) — советский офицер, в годы Великой Отечественной войны командир 35-го гвардейского Седлецкого кавалерийского полка 17-й гвардейской кавалерийской дивизии, гвардии подполковник. Родился в городе Верхнеуральске.
3. Ерёмин, Михаил Иванович (1920—1945) — советский солдат, в годы Великой Отечественной войны разведчик взвода пешей разведки 331-го стрелкового полка 96-й стрелковой дивизии, рядовой. Родился в деревне Денисовка Кугарчинского района Башкирии, ранние годы провёл в селе Дзержинка ныне Верхнеуральского района Челябинской области.
4. Здунов, Василий Федорович (1924—1998) — советский военачальник. Родился в Мордовии, переехал вместе с родителями в деревню Ивановка.
5. Казаков, Пётр Иванович (1909—1945) — советский офицер, в годы Великой Отечественной войны командир батальона 42-го гвардейского стрелкового полка 13-й гвардейской стрелковой дивизии, гвардии капитан. Родился в посёлке Сухтелинский.
6. Крылов, Николай Николаевич (1918—1980) — советский солдат, в годы Великой Отечественной войны механик-водитель танка 398-го танкового батальона 183-й танковой бригады 10-го танкового корпуса, сержант. Родился в селе Петропавловка ныне Уйского района Челябинской области, окончив среднюю школу, работал трактористом Карагайской МТС Верхнеуральского района и Нижнеусцелемовской МТС.
7. Пьянзин, Иван Семёнович (1919—1942) — советский офицер, в годы Великой Отечественной войны командир 365-й батареи 110-го зенитного артиллерийского полка противовоздушной обороны (ПВО) Береговой обороны Черноморского флота, старший лейтенант. Родился в селе Великопетровка Карталинского района Челябинской области. Перед войной закончил Верхнеуральский сельскохозяйственный техникум.

- Флаг Верхнеуральского района